# Ewald Weibel
Ewald Rudolf Weibel (5 de marzo de 1929 - 19 de febrero de 2019) fue un anatomista y fisiólogo suizo y ex director del Instituto de Anatomía de la Universidad de Berna. Fue uno de los primeros científicos en describir los orgánulos endoteliales (cuerpos de Weibel-Palade), que llevan su nombre y el de su colega rumano-estadounidense George Emil Palade. Fue conocido por sus trabajos sobre la anatomía del intercambio gaseoso en los pulmones a múltiples escalas espaciales utilizando la estereología .  

## Educación y carrera
Weibel nació en Buchs, en el cantón suizo de Argovia. Tras estudiar Medicina en la Universidad de Zúrich (examen estatal 1955, Dr. med. 1956), pasó varios años estudiando en EE. UU. en la Universidad de Yale en New Haven, así como en la Universidad de Columbia y en el Instituto Rockefeller (ahora Universidad Rockefeller) de Nueva York, últimamente como investigador de carrera del Consejo de Investigación Sanitaria de la ciudad de Nueva York. En 1963 regresó al Instituto Anatómico de la Universidad de Zurich como profesor adjunto y en 1966 fue nombrado profesor titular y director del Instituto Anatómico de la Universidad de Berna hasta su jubilación en 1994. Fue Rector de la Universidad de Berna de 1984 a 1985. De 1979 a 1996 fue Profesor Agassiz Visitante y Asociado en el Museo de Zoología Comparada de la Universidad de Harvard. Tras su jubilación, fue Vicepresidente y Secretario de la Fundación Maurice E. Müller de Cirugía Ortopédica hasta 2000. Fue Presidente fundador de la Unión de Sociedades Suizas de Biología Experimental (1969-1972), Presidente de la Academia Suiza de Ciencias Médicas (1996-2000) y Presidente de la Unión Internacional de Ciencias Fisiológicas (1997-2001).
Sus trabajos científicos abarcaron cuatro ámbitos principales: la morfometría del pulmón humano como base estructural de la función de intercambio gaseoso; el desarrollo de métodos morfométricos y estereológicos; la aplicación de estos métodos en biología celular para medir el sistema de membranas de la célula hepática y las mitocondrias de los músculos; estudios integradores en fisiología comparada, en particular sobre la cuestión de la base estructural óptima de las funciones organísmicas del sistema respiratorio, desde los pulmones hasta las células musculares y sus mitocondrias, basados en la hipótesis de la simmorfosis. El descubrimiento de los cuerpos de Weibel-Palade en 1962 fue una observación accidental. Ewald Weibel estaba casado con la violinista y musicóloga Verena Weibel-Trachsler.

## Premios y distinciones
Weibel recibió numerosos premios y reconocimientos en su vida; a continuación se muestra una lista seleccionada.